# Pik Angelinoj
Der Pik Angelinoj (englisch; russisch Ангелиной пик Angelinoi pik) ist ein Berg im ostantarktischen Coatsland. In der Shackleton Range ragt er in den Read Mountains auf.
Russische Wissenschaftler nahmen seine Benennung vor.